# 旗舰种

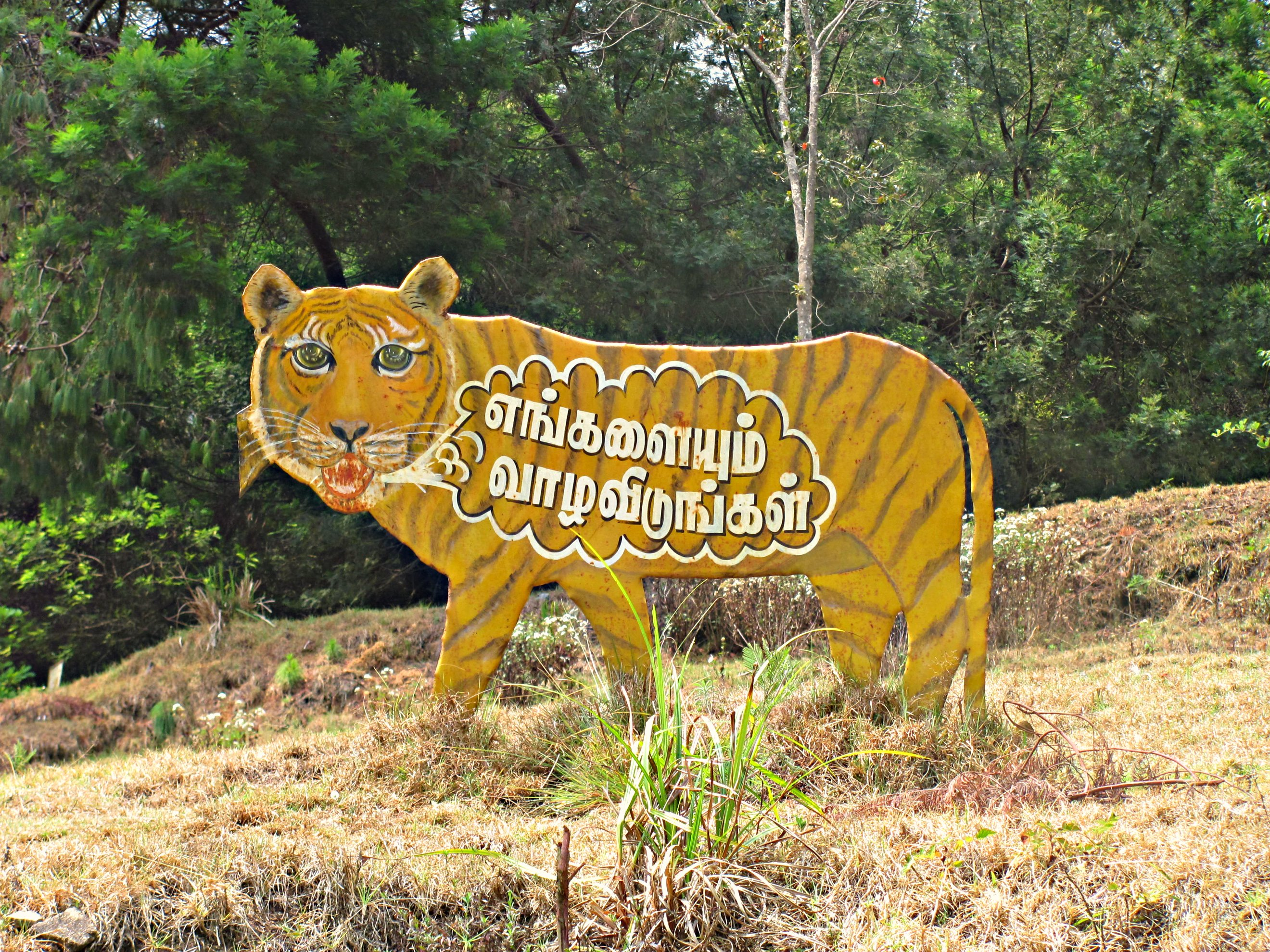
孟加拉虎在印度是旗艦種。

旗舰种是保护生物学中的一个概念，指能够吸引公众关注的物种。旗舰种的选择并不完全基于生态学意义上的重要性，而是注重於公众号召力与吸引力。被選為旗舰种的物種能在某地区或世界上吸引公众对其保护行动进行关注，常用于宣传用途，選擇的目標通常是某些特殊生态系统的标志。旗舰种不仅能够使这些物种受到更好的保护，也能连带保护那些影响力较小的物种。
此概念自1980年代以來開始發展，目前已有許多被大眾廣泛認可具有魅力的物種被列入，如大熊貓、黑犀牛、孟加拉虎、亞洲象等。其牠如切薩皮克藍蟹及奔巴飛狐等當地的重要物種，因符合文化和社會背景也被選入為旗艦種。
旗艦種的應用仍有侷限性，因為旗艦種在管理上可能會排擠到其牠受威脅物種。如果旗艦種消失，相關利益者可能會受到負面影響。有時旗艦種的效應很有限，而且可能無法保護該生物群體免於滅絕，例如10大具有魅力的動物群體，包括老虎、獅子、大象、長頸鹿等，目前仍都處在瀕危狀態。

## 定義
旗艦一詞帶有代表性隱喻。在廣泛的用法中，旗艦一詞表示為保護項目或團體的大使及標誌。地理學家馬安·巴魯阿（Maan Barua）指出，隱喻的方式可以影響人們理解內容及行為模式。生物學家為了要掌握話語權，提高公眾的保育知識；導致哺乳類動物不成比例地被選為旗艦種。目前對於旗艦種的概念已提出一些定義，不過在一段時間內，學術文獻上仍存在混淆。大多數定義都側重於戰略、社會經濟、營銷等相關概念，例如：
- 一個物種因某些特徵而受到大眾喜愛，能夠成為廣大的民眾參與保護營銷活動的焦點。[3]
- 對公眾擁有強大的吸引力，可誘使大眾支持保護行動或募得捐款物資等。[5]
- 對大眾可帶起流行或具有魅力的物種，可作為刺激保護意識及行動的象徵或焦點。[4][6]

## 歷史

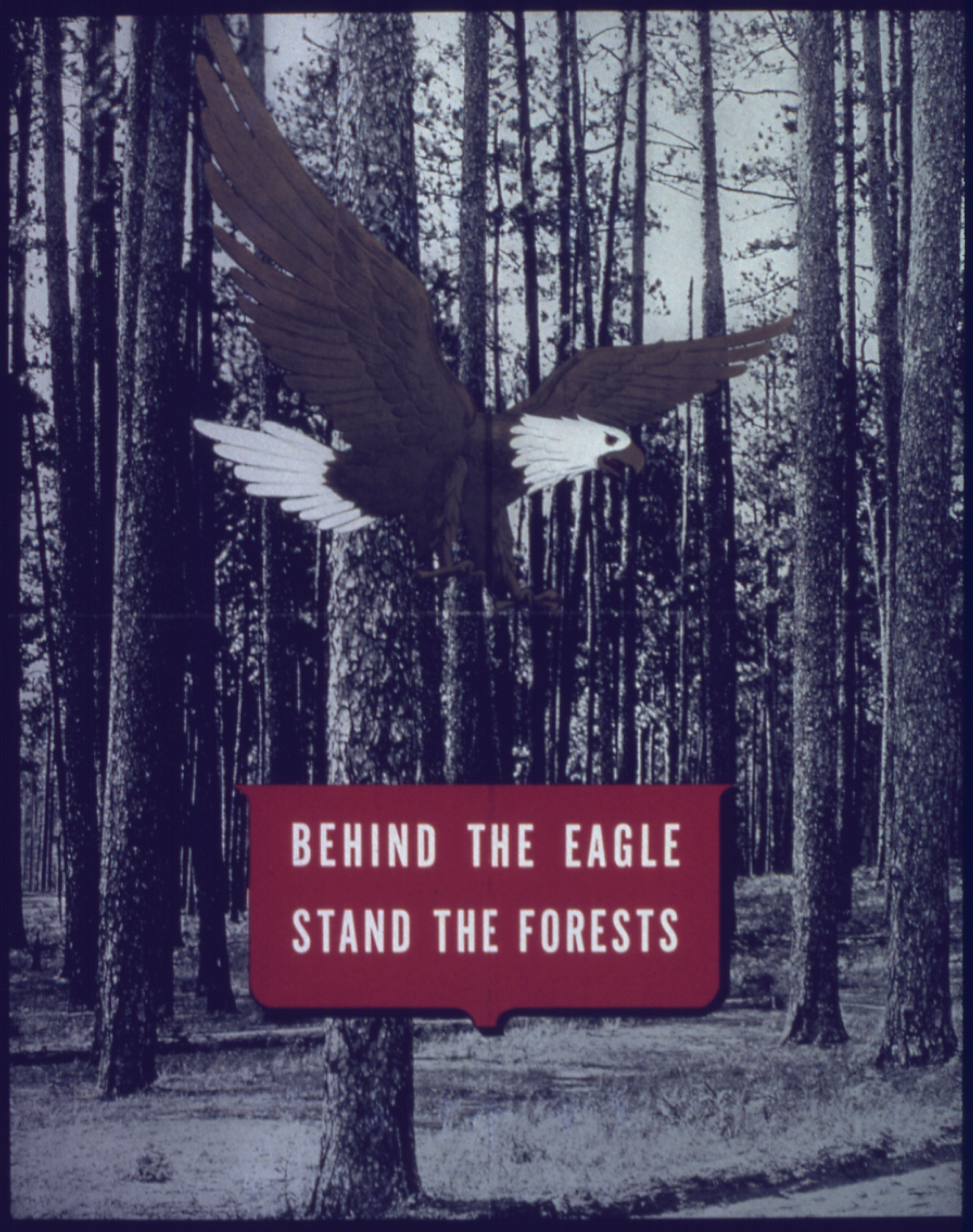
白頭海鵰是棲息在美國森林的旗艦種。

旗艦種的概念最初在1980年代中期的如何優先保護物種辯論中流行，早期該概念應用在靈長類動物、非洲大象、犀牛等。目前以哺乳類動物主導保育物種中心的概念仍是主流，儘管偶爾會有其牠分類的物種被列入旗艦種，但大型動物與哺乳類動物仍占多數。
旗艦種的設立有時成功地拯救該物種免於瀕危，或是挽救被破壞的棲息地，例如美國的白頭海鵰與海牛。

## 物種選擇
目前被入選為旗艦種包括孟加拉虎、大貓熊、金獅面狨、非洲象、亞洲象等。這些旗艦物種被入選的原因是根據大眾青睞度而定，並且必須能融入文化與社會價值。也有少數物種並非傳統上具有魅力的群體，或是不具有魅力但對當地是重要物種列入旗艦種，例如棲息在坦尚尼亞的奔巴狐蝠，以及棲息在美國的切薩皮克藍蟹等。

歐亞猞猁是棲息在波蘭保護區的旗艦種。

一部分的旗艦種在自然界中是關鍵種，例如生活在非洲大草原上的非洲獅，該物種在草原上是頂級掠食者，並且在食物鏈中可控制大型食草動物的數量，維護整個生態系統平衡。然而隨著非洲獅的數量下降及活動範圍縮小，其作為關鍵種的效應也正在降低當中。世界自然基金會利用旗艦種、關鍵種、指標種來為生物群體分門別類，當某個區域面臨生態威脅時，利用此分類可對多個物種排列保育優先程序。
被選為旗艦種的生物群體，通常代表環境特徵（例如單一物種或生態系統）、受威脅原因（例如氣候變化或海洋酸化）、保護組織（例如非政府組織或政府部門）、或地理區域（例如國家或保護區）等。
選擇旗艦種的需求有很多種，例如社會行銷、環境經濟學、保育生物學等，這取決於保護團體試圖吸引的觀眾所重視的內容，或是針對保護計畫的目標而定。這當中可包括宣傳保護意識、籌款、促進生態旅遊、社區保育、促進研究資助等。因此，在旗艦種選擇上時常有些差異，例如針對不同的觀眾群（如當地社區居民或遊客）或不同的目標，可調整對旗艦種選擇標準。

## 限制
針對旗艦種的選擇上，仍有一些侷限性：

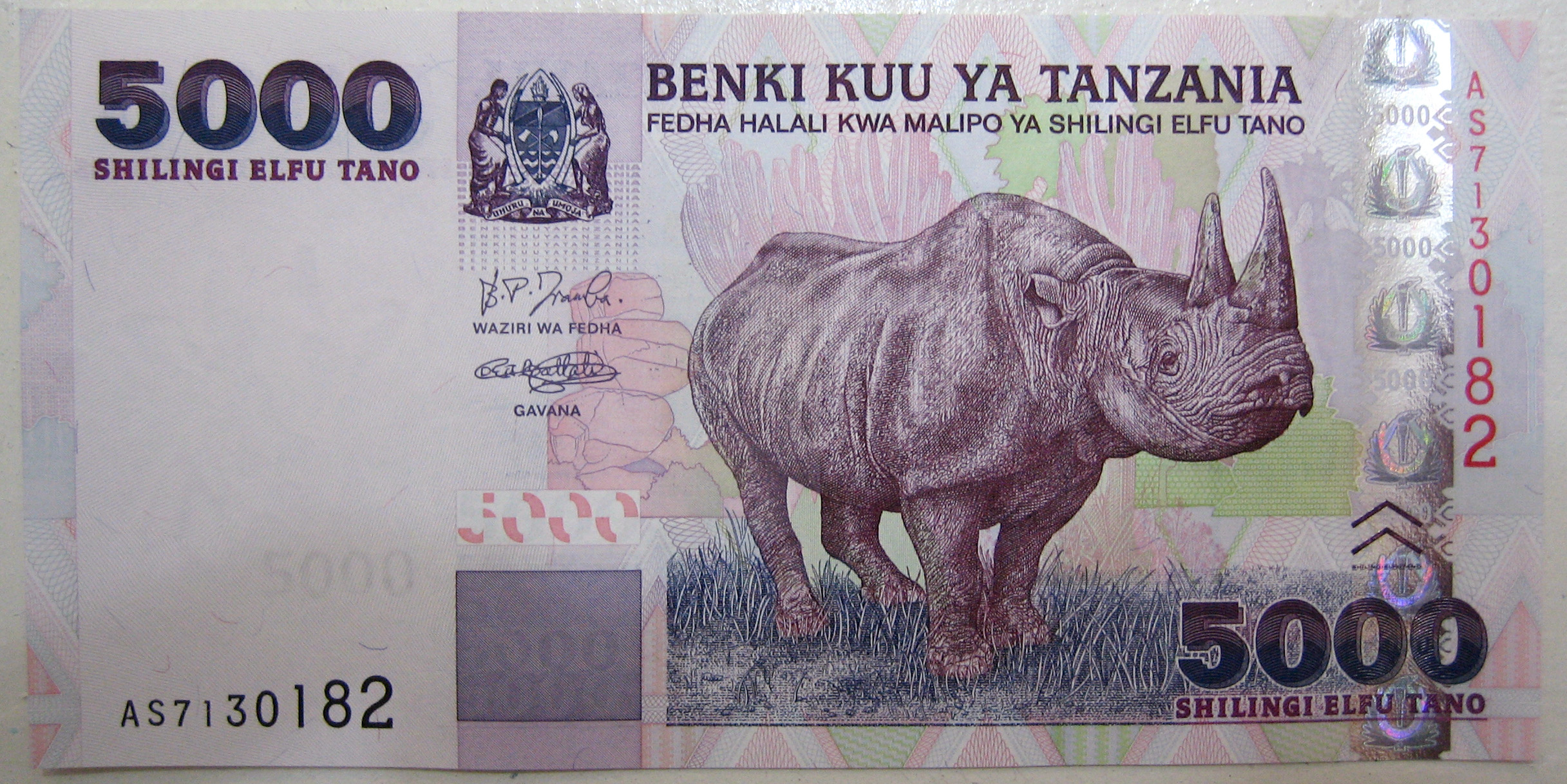
5000坦尚尼亞先令上印製著當地野生動物保護區旗艦種黑犀牛。

- 旗艦種可能會在管理或保護項目上獲得優先，從而對受威脅程度更大且不具魅力的物種增加劣勢。[24]
- 不同的旗艦種在管理上可能會發生衝突。[24]
- 旗艦種的消失可能對相關保護團體的態度產生負面影響。[24]
- 如果保護團體不能花費太多時間來處理宣傳活動，對於大眾捐助的行為影響力將很有限。[25]

撇開對其他物種的影響，魅力似乎並不能確保物種能免於受威脅或滅絕，即便是具有超凡魅力的物種也是如此。在2018年的研究中，發現目前10種最具魅力的動物群體，包括老虎、獅子、大象、長頸鹿、豹、熊貓、獵豹、北極熊、狼、大猩猩，目前仍都處於瀕危狀態中，僅大熊貓從原本極少的數量到現在能小幅度成長。研究人員表示，這些動物外觀在保護團體廣泛地使用下，給大眾留下了對動物豐富的印象，但這也同時掩蓋了這些群體即將滅絕的高風險。相關保護團體仍認為此種作法是對的，因為在保育工作上仍非常注重這些特殊物種。非西方國家中，部分旗艦種在保護上面臨主要挑戰，最主要的原因在於這些物種與當地社區居民發生衝突，從而危及已制定好的保護行動。這種狀況又稱為「旗艦種叛亂」（英語：flagship mutiny），例如生活在亞洲的亞洲象經常與當地居民發生衝突等。

## 其他應用
旗艦種可運用在更廣泛的層面，例如保護珊瑚礁、熱帶雨林等生態系統上，目前塞倫蓋提及黃石公園等保護區已引進此概念進行運作。近年來，一些措舉根據特定地區或物種的保護價值來選擇旗艦種，例如由倫敦動物學會以及保護國際營運熱點執行的邊緣計畫（EDGE project）。最近，微生物學方面開始以獨特的方式選擇旗艦種，這計劃將涉及微生物地理學，並準備採用特定的物種。此計畫的設定目標是為了建立新的旗艦種選擇機制，這是由於引人注目地旗艦種在分布指標上通常具有顯著的外觀或形態。

## 註解
1. ↑  大象的物種包括棲息在非洲大草原、非洲森林、亞洲等；長頸鹿則包含所有4個種類。

## 延伸閱讀
- Caro, Tim. . Washington, DC: Island Press. 2010. ISBN 9781597261920 （英语）.
- Home, R.; Keller, C.; Nagel, P.; Bauer, N.; Hunziker, M. . Environmental Conservation. 2009, 36 (2): 139–148. doi:10.1017/s0376892909990051 （英语）.
- Smith, R. J.; Veríssimo, D.; Isaac, N. J. B.; Jones, K. E.  (PDF). Conservation Letters. 2012, 5 (3): 205–212  [2018-07-15]. doi:10.1111/j.1755-263x.2012.00229.x. （原始内容存档 (PDF)于2016-03-10） （英语）.
- Takahashi, Y.; Veríssimo, D.; MacMillan, D. C.; Godbole, A.  (PDF). Human Dimensions of Wildlife. 2012, 17 (4): 257–269  [2018-07-15]. doi:10.1080/10871209.2012.675622. （原始内容存档 (PDF)于2016-03-10） （英语）.
- Veríssimo, D.; Barua, M.; Jepson, P.; MacMillan, D. C.; Smith, R. J.  (PDF). Biological Conservation. 2012, 145 (1): 4  [2018-07-15]. doi:10.1016/j.biocon.2011.11.007. （原始内容存档 (PDF)于2016-03-10） （英语）.
- Veríssimo, D.; Jones, D. A.; Chaverri, R.; Meyer, S. R.  (PDF). Oryx. 2012, 46 (3): 340–347  [2018-07-15]. doi:10.1017/s0030605311001487. （原始内容存档 (PDF)于2016-10-20） （英语）.